# Øystese
Øystese is een plaats in de Noorse gemeente Kvam gelegen aan het Hardangerfjord in de provincie Vestland.
Øystese telt 1629 inwoners (2007) en heeft een oppervlakte van 1,67 km². Een dichtbijzijnde grote stad is Bergen. In het plaatselijke museum is werk te zien van de beeldhouwer Ingebrigt Vik (1867-1927).

## Geboren
- Kirsten Otterbu (1970), atlete
- Torgeir Børven (1991), voetballer